# Gabriel Stanislaw Morvay
Gabriel Stanislaw Morvay (Tarnów, 16 luglio 1934 – Sabadell, 16 settembre 1988) è stato un artista, pittore e scrittore polacco.
Il suo percorso artistico si è svolto in esilio: in Francia, Spagna e Italia.

## Biografia
Figlio del pittore Kazimierz Morvay di origine ungherese e della scultrice nata in Lettonia Jadwiga Essers. Nel 1945 il padre Kazimierz viene nominato professore della Scuola di Architettura di Varsavia e nel 1952 Gabriel entra all’Accademia delle Belle Arti della stessa città, tra i suoi insegnanti c’è Artur Nacht-Samborski.Nel 1958 durante un viaggio degli studenti dell’Accademia a Parigi, fugge dal gruppo e rimane nascosto nella capitale francese. Vive in una stanzetta a Saint Germain e frequenta le conversazioni dei caffè dei dintorni dell’Ecole des Beaux Arts. Come beneficiario della Convenzione di Ginevra del 1951, il ministero degli Affari Esteri francese gli concede il certificato di rifugiato e Morvay passa sotto la protezione giuridica e amministrativa francese. Incomincia così la sua condizione di esule politico. Conosce nello stesso anno il pittore catalano Antoni Angle e il pittore russo Vladimir Slèpian dando così inizio alla sua stagione informale.
Nel 1959 conosce Mikhail Larionov e Madame Jannink, collezionista che diventerà sua amica e protettrice. Nel frattempo nel 1960 a Sabadell in Catalogna si forma il gruppo "Gallot " , in settembre incominciano le manifestazioni di “pittura d’azione” a Barcellona, Gabriel partecipa all’ultima azione all’ Hotel Colòn ed un anno dopo espone per la prima volta alla Sala d’Art Actual dell’Accademia di Belle Arti di Sabadell. Nel 1961 si trasferisce a Puteaux, nella periferia di Parigi; vivrà in Rue Voltaire, al numero 46. Nel 1962 viene scelto, insieme ad Antoni Angle e Pierre Gogois, dal critico Michel Courtois per esporre nella mostra “Donner à voir” nella Galerie Creuze di Parigi. Nel corso del 1963, dipinge con Antoni Angle un murale per un padiglione del castello di Madame Jannink sulla Loira, vicino a Blois. Inizia la sua ricerca di una nuova figurazione pittorica.
Nell'autunno del 1967 Morvay fa il suo primo viaggio in Italia, visitando Genova, Torino e Roma. Inizia un periodo di erranza dopo il quale lascia Parigi e va a vivere a Roma. Una volta trasferitosi, fa dei piccoli viaggi all’Isola d’Elba e in Liguria. A settembre del 1970 torna a Sabadell, dove a parte per alcuni viaggi in Italia, resterà per otto anni vivendo con la famiglia Balsach, in via de les Planes, al numero 37. Espone all’Accademia di Belle Arti di Sabadell. Nel 1971 sviluppa la sua tappa artistica in cui, a partire dal gesto pittorico, ritrova la figurazione. Inizia la sua pittura d'interni, di paesaggi dei dintorni di Sabadell e Barcellona e di visioni della città industriale. Recita nel film Valdés, camino de San Gotardo, di Pere Balsach e copione di F. Bellmunt. Realizza con il pittore Antoni Taulé, la serie Olo.
Nel 1972 Morvay riparte per l’Italia e si ferma a Camogli dove dipinge la sua prima serie di marine. Nel 1974, per Natale, si riunisce al padre giunto a Sabadell per ritrovare il figlio. In quell'epoca vivrà saltuariamente a Barcellona, dove frequenta il bar Mundial della piazza Sant Augustì Vell. Con Antoni Angle, Joaquim Montserrat e Francesc Bernaldo crea a Sabadell il "Taller Sant Pau,17 bis", in cui Morvay realizzerà una mostra. Nel 1975 espone alla Sala Peyrò di Sabadell insieme ad Angle, Lluìs Clapés, Pere Elies, Raimon Roca e Pere Sanromà. Nel 1976 fa un viaggio in Liguria e si ferma per un po' a Sestri Levante, dopo torna nuovamente a Parigi dove vive a casa di Monsieur Leprévost in Rue Medici, davanti ai giardini del Lussemburgo, realizzando una mostra al Cafè d'Edgar.
Nel 1977 soggiorna per alcuni periodi ad Arenys de Munt ed espone ad Arenys de Mar, poi torna a Parigi e vive nello studio di Joaquim Sala-Sanahuja, nel frattempo scrive i racconti che verranno poi pubblicati con il titolo “La Chambre de Pauline”. Nel 1978 realizza una nuova mostra a Sabadell nella Galleria Tot Art. Lo stesso anno torna in Italia e vive per un periodo a Cremona. Dopo vari spostamenti si stabilirà a Casalmaggiore dove vivrà per quattro anni all’ albergo Il Bersagliere. Dopo una mostra in cui espone i suoi autoritratti nel 1985 sparisce dalla città e inizia un periodo di silenzio e anonimato durante il quale soggiorna anche nella città di Pontremoli in Lunigiana.
Nel 1986 riappare a Parigi dove vive a casa di Antoni Taulé per un breve periodo per poi ritornare a Sabadell dove affronterà l’ultima tappa del suo itinerario artistico: una serie di interni e di scene di strada connotati da un espressionismo radicale. Nel 1987 espone per l'Utica volta allo Studio Quasar. Muore a Sabadell nel settembre del 1988.
Dal giorno della sua partenza da Casalmaggiore di Gabriel Morvay non si seppe nulla per un decennio, nel quale si alimentarono tante fantasiose narrazioni. Chi lo dava in Polonia, chi sosteneva di averlo visto a Roma in una mensa dei poveri, chi a Parigi ad esporre quadri sul lungoSenna. In aiuto a svelare il mistero di Morvay arrivò la tecnologia e in particolare internet che a metà degli anni Novanta cominciava a prendere piede. Un curioso giornalista di Casalmaggiore, Massimo Boselli Botturi, redattore al Quotidiano "La Cronaca di Cremona", attraverso il motore di ricerca ALTAVISTA - allora ancora in fase embrionale - riuscì a trovare alcune notizie sul pittore, circoscritte alla Catalogna e in particolare ad un'Università di Sabadell. Iniziò uno scambio di email con un funzionario dell'Ateneo spagnolo il quale annunciò la scomparsa di Morvay proprio a Sabadell, dove gli era stata intitolata una piazza e dove era ancora forte la sua presenza artistica, grazie all'impegno di una Banca locale che aveva sostenuto ricerche sulla vita dell'artista. Alla notizia sul "ritrovamento" di Morvay furono dedicate due pagine del Quotidiano cremonese e vasta eco ebbe soprattutto nel casalasco, dove il pittore aveva soggiornato ed aveva lasciato molte opere.
Opere di Gabriel Morvay si trovano in collezioni private in Italia, importante quella dell'avvocato Emilio Azzini di Casalmaggiore, Francia e Spagna e nei musei di Sabadell e Tarnow. Tra le mostre più importanti: mostra antologica Sabadell 2002, curata dalla professoressa Maria-Josep Balsach che ha Nel 2003 a Cremona in occasione della mostra "Modernismo e avanguardia- Picasso, Mirò e Dalì" è stata collegata anche la mostra "Lo sguardo in esilio-Gabriel Morvay, tra la Catalogna e Cremona" (catalogo SKIRA curato da J.M.Balsach) . Nel 2006 la città di Tarnòw con il patrocinio del Ministero della Cultura Polacco ha organizzato una mostra dal titolo ”Gabriel Morvay –ritorno” in quella occasione è stata posta una targa commemorativa sulla casa dove ha vissuto Gabriel Morvay.
Lo spettacolo teatrale dal titolo ”Gabriel Stanisław Morvay”, scritto e diretto dal regista Alberto Macchi, ha debuttato nel 2006 presso il Monastero Benedettino di Leno/Brescia, con l'attore Guido Ruvolo e il soprano Astrea Amaduzzi. Ha replicato nello stesso anno in spazi privati a Roma e a Firenze e al Museo Regionale di Tarnów in Polonia. È stato ancora messo in scena nella Villa Badia di Leno/Brescia dalla Compagnia Teatrale “Cara... Mella”.
Nella città di Sabadell alla periferia di Barcellona a Gabriel Morvay è stata dedicata una piazza.